# 金奎光
金奎光（1898年3月10日—1969年4月12日），又名金星淑，韩国独立运动家，韩国建国勋章获得者，韩国国家报勋处2008年4月独立运动家。

## 早年生涯
1898年3月10日，金奎光出生于朝鲜平安北道铁山郡西林面江岩洞的一个农民家庭，商山金氏。金奎光早年就读于大韩独立学校。受叔叔的影响，他准备参加朝鲜独立军新兴军官学校，途中遇到奉先寺月初大师后，在龙门寺出家为僧，得法名“星淑”。1919年因参加三一运动而被捕入狱。出狱后，他继续投身独立运动，1922年加入“无产者同盟”和“劳动共济会”。

## 中国生涯
1923年，金奎光为躲避日本的追捕流亡中国，进入北京民国大学学习政治经济，期间组织团结在华朝鲜人成立革命团体“创一党”，并发行共产主义杂志《革命》。此外，他还成立了在华朝鲜学生“高丽同学会”，并任会长:109。1925年6月，他加入中国共产党，后被派往黄埔军校任入伍生队教官。1926年初开始先后担任国民革命军第四军留守广州部队排长、副队长、连指导员:981。在广州期间，他在中山大学学习政治学，并组织在粤的300多名朝鲜学生成立了“留粤韩国革命青年会”。1927年夏，他获得中山大学法学学士学位。同年12月，他率领朝鲜人支队参加了广州起义，攻打广州公安局:109-110。
广州起义失败后，金奎光转移至上海，组织朝鲜青年成立了“在中国朝鲜青年总同盟”。1929年11月4日，他与杜君慧结婚。1930年8月，两人加入“中国左翼作家联盟”，后合译了《社会科学词典》、《教育史》等。一·二八事变后，他开始担任《烽火》战时特刊和《反日民众》新闻编辑，宣传、鼓舞民众抗日。在上海期间，他还翻译了《日本经济史论》、黑格尔的《辩证法全程》及《统制经济学》、《产业合理化》等著作。:164-165
1936年，金奎光组织成立“朝鲜民族解放同盟”。1937年中国抗日战争爆发后，“朝鲜民族解放同盟”与“朝鲜革命者同盟”、“朝鲜民族革命党”联合组成“朝鲜民族战线联盟”。 金奎光被选为朝鲜民族战线联盟常任理事兼宣传部长，负责机关刊《民族战线》。1938年初，金奎光在武汉参与成立朝鲜义勇队，任指导委员兼政治部长，负责发行《义勇队通讯》。在华朝鲜独立运动组织发生政见对立之后，他积极倡导各组织解散，全部团结在大韩民国临时政府之下，得到拥护。1942年被任命为临时政府内务次官，后又当选国务委员。:164-165

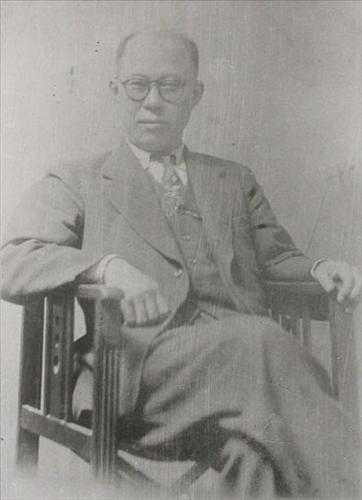
金奎光

## 返回韩国
1945年日本投降后，金奎光与大韩民国临时政府政要一起返回了韩国，改用金星淑的名字。朝鲜半岛南北分裂后，他继续留在韩国从事革命运动，数次被捕入狱。1969年4月12日，在韩国病逝。

## 荣誉
- 建国勋章独立章（1982年8月15日追授） [4][8]
- 2008年4月，韩国国家报勋处独立运动家名册 [4]

## 家庭

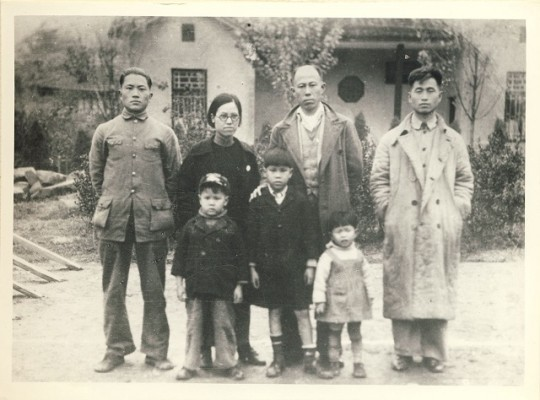
金奎光（右二）、杜君慧（左二排二）、朴健雄（右一）（郑律成的姐夫）、前排从右依次为郑律成的外甥女朴义兰（郑奉恩与朴健雄的女儿），金奎光与杜君慧的儿子杜健、杜链

金奎光流亡中国期间与中国妇女运动理论研究先行者杜君慧结婚。两人1926年在广州中山大学日语补习班认识。当时杜君慧准备留学日本，参加补习班学习日语。金奎光是她的补习班老师。广州起义期间，杜君慧帮助过金奎光撤离朝鲜战士。杜君慧留学回国后，两人于1929年11月4日在上海结婚。两人膝下有三子。韩国光复后，杜君慧选择留在中国，没有和他去韩国。1946年，两人经考量后决定离婚，但一直保持书信联系。三个孩子后改杜姓。改革开放后，金奎光韩国妻子所生的儿子曾来到北京与杜君慧所生的3个孩子团聚。1990年代，在中国的3个孩子回访了父亲的国家:248。
金奎光夫妇是作曲家郑律成姐夫朴健雄的战友。郑律成初来中国时得到金奎光夫妇关怀，视两人为亲哥嫂一般。郑律成是金奎光“朝鲜民族解放同盟”成员:108-110。1937年，郑律成是在金奎光夫妇特别是杜君慧的帮助下，得到潘汉年和宣侠父的介绍信，以及李公朴的路费资助才得以去延安革命根据地的:108-110。